# Lev Davidovič Landau
Lev Davidovič Landau (rusky: Ле́в Дави́дович Ланда́у; 22. ledna 1908, Baku – 1. dubna 1968, Moskva) byl sovětský fyzik židovského původu, který přispěl k rozvoji mnoha oblastí teoretické fyziky. Mezi jeho úspěchy patří podíl na formulování matice hustoty – metodě kvantové mechaniky, kvantově mechanické teorie diamagnetismu, teorie supratekutosti, teorie fázových přechodů druhého druhu, Ginzburgovy-Landauovy teorie supravodivosti, vysvětlení Landauova tlumení ve fyzice plazmatu, Landauova pólu v kvantové elektrodynamice, a dvousložkové teorie neutrin. V roce 1962 obdržel Nobelovu cenu za fyziku za svou práci v oboru supratekutosti.

## Život
Narodil se roku 1908 v Baku v židovské rodině. Otec byl inženýr-naftař, matka lékařka v oboru fyziologie. Landau byl velice matematicky nadán a sám o sobě říkal, že integrovat se naučil ve 13 letech a derivovat uměl od nepaměti. Po maturitě na židovském gymnáziu studoval jeden rok na obchodní škole. V roce 1922 začal studovat na Univerzitě v Baku dva obory současně – fyzikálně matematický a chemický. V roce 1924 přešel na fyzikální oddělení Leningradské univerzity, kterou absolvoval v roce 1927. Nastoupil jako vědecký aspirant do Leningradského fyzikálně-technického institutu, který vedl A. F. Ioffe.
V letech 1926–1927 publikoval své první práce z teoretické fyziky. Od roku 1929 strávil půldruhého roku v zahraničí, v Dánsku, Anglii a Švýcarsku, kde pracoval s předními teoretickými fyziky, především s Nielsem Bohrem, kterého od té doby pokládal za svého jediného učitele.   V Cambridgi se setkal s Petrem  Kapicou, který pracoval v Cavendishově laboratoři.
Po konfliktu s Ioffem opustil Leningradský institut a od roku 1932 působil Landau v Charkově, na Ukrajinském fyzikálně-technickém institutu. Pracoviště se brzy stalo centrem teoretické fyziky v Sovětském svazu. Zde také začal spolu s Jevgenijem Lifšicem i dalšími spolupracovníky psát svůj kurs teoretické fyziky (viz dále). Pobývalo zde na stážích též několik mladých a významných zahraničních fyziků, jako maďarský fyzik Laszlo Tisza a československý fyzik Georg Placzek, spoluautor některých Landauových prací.
Od roku 1934 Landau žil s chemičkou Korou Drobancevovou. Vzali se až v roce 1946  krátce před narozením syna Igora, který se stal experimentálním fyzikem.
Naivně „antiburžoazní“ názory Landaua v jeho raném období se radikálně změnily v období nastupujícího stalinského „velkého teroru“. V roce 1937 pod tlakem konfliktu s rektorem, politického ohrožení i profesních střetů požádal svého přítele Petra Kapicu  o přijetí do jeho nově vznikajícího Institutu fyzikálních problémů v Moskvě, kde se stal vedoucím teoretického oddělení.

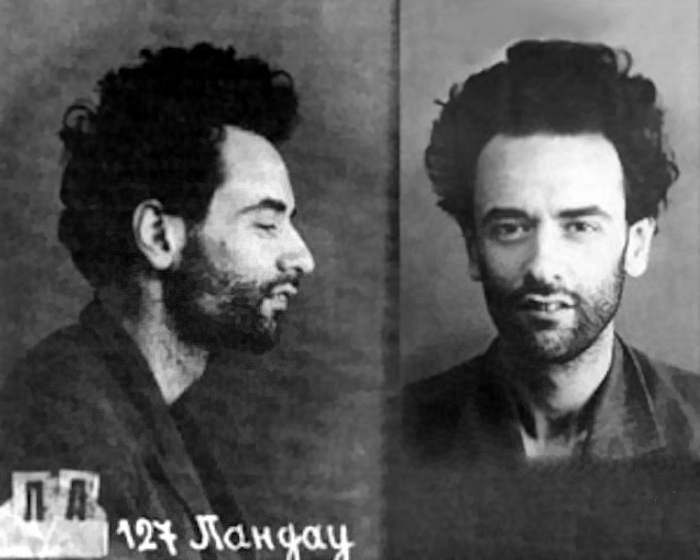
Policejní fotografie Lva Landaua z roku 1938

V roce 1938 se spolu s přítelem Korecem měl podílet na sepsání protistalinského letáku, varujícího před stalinským fašismem. 28. dubna 1938 byl zatčen a strávil rok ve vězení. Velice statečně se za něj postavil  Petr Kapica, který hned v den zatčení napsal Stalinovi odvážný dopis a spolu s intervencí řady vlivných zahraničních vědců (zejm. Nielse Bohra), dosáhl alespoň mírných podmínek Landauova věznění. Po roce napsal Kapica další dopis, tentokrát Molotovovi, a na jeho odpovědnost byl Landau propuštěn. Stal se jiným člověkem, tichým a opatrným. Pracovníkem Institutu fyzikálních problémů zůstal po zbytek života. Pracoval zde na problémech z fyziky nízkých teplot, teorie kosmického záření a elementárních částic a mnoha dalších. 
Od roku 1943 do roku 1947 byl Landau profesorem na katedře fyziky nízkých teplot na Fyzikální fakultě Moskevské státní univerzity. Mezi jeho žáky patřil i významný československý fyzik Jozef Kvasnica.
V letech 1945–1953 se podílel na sovětském atomovém projektu. Za práci v Atomovém projektu mu byly uděleny Stalinovy ceny (1946, 1949, 1953), Leninův řád (1949) a titul Hrdina socialistické práce (1954). V letech 1955–1968 byl profesorem na katedře kvantové teorie a elektrodynamiky Fyzikální fakulty Moskevské státní univerzity. 
V lednu 1962 měl Landau těžkou automobilovou nehodu a 59 dní byl v kómatu. Landau přežil mimo jiné i díky solidaritě vědců po celém světě, kteří zorganizovali pomoc při jeho léčení.  Na jeho léčení se podíleli odborníci ze SSSR, Kanady a Francie. Z následků nehody se však až do své předčasné smrti roku 1968 nikdy zcela nevzpamatoval. Zemřel 1. dubna 1968, na trombózu po operaci obstrukce střeva. Byl pohřben na Novoděvičím hřbitově v Moskvě
Za svou práci získal během života mnoho ocenění v Sovětském svazu i v zahraničí, byl členem vědeckých akademií několika států (SSSR, Dánsko, USA, Anglie, Nizozemsko). V roce 1962 obdržel Nobelovu cenu za průkopnické teorie kondenzovaných stavů látky, zejména kapalného hélia. Cenu mu předal v moskevské nemocnici švédský velvyslanec.
Landau byl rehabilitován až 22 let po své smrti. V roce 1990 bylo trestní řízení proti němu  odloženo pro nedostatek důkazů.
Byl po něm pojmenován kráter na Měsíci a planetka č. 2142.

## Landau a Lifšic: Kurz teoretické fyziky

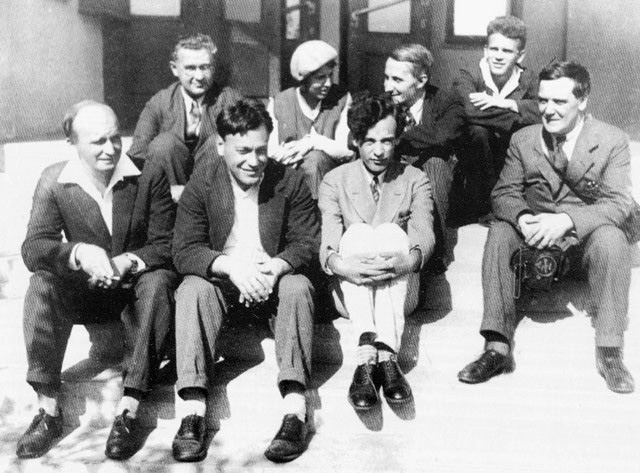
Lev Landau (třetí zleva v první řadě) s kolegy na Charkovském institutu, 1934

Landau vytvořil školu teoretické fyziky, kam patřili např. Pomerančuk, I.M.Lifšic, J.M.Lifšic, A.A.Abrikosov, A.B.Migdal, L.L.Pitajevskij, I.M.Chalatnikov. Vědecký seminář, který Landau řídil, vstoupil do dějin teoretické fyziky. Spolu s Jevgenijem Lifšicem je Landau uveden jako hlavní autor u většiny dílů Kurzu teoretické fyziky, který byl přeložen do mnoha jazyků a doposud je využíván studenty a fyziky celého světa.
- Díl 1: „Mechanika“. L.D.Landau, J.M.Lifšic
- Díl 2: „Klasická teorie pole“. L.D.Landau, J.M.Lifšic
- Díl 3: „Kvantová mechanika: Nerelativistická teorie“. L.D.Landau, J.M.Lifšic
- Díl 4: „Kvantová elektrodynamika“. V.B.Beresteckij, J.M.Lifšic a L.P.Pitajevskij
- Díl 5: „Statistická fyzika 1“. L.D.Landau, J.M.Lifšic
- Díl 6: „Mechanika kontinua“. L.D.Landau, J.M.Lifšic
- Díl 7: „Teorie pružnosti“. L.D.Landau, J.M.Lifšic
- Díl 8: „Elektrodynamika kontinua“ L.D.Landau, J.M.Lifšic a L.P.Pitajevskij
- Díl 9: „Statistická fyzika 2“. J.M.Lifšic, L.P.Pitajevskij
- Díl 10: „Fyzikální kinetika“. J.M.Lifšic, L.P.Pitajevskij

Ke vzniku Kurzu: O Landauovi je z četných svědectví jeho spolupracovníků dobře známo, že nebyl prakticky schopen písemně stylizovat své fyzikální práce. I ty časopisecké práce, u nichž je napsán jako jediný autor, pro Landaua většinou „pod jeho vedením“ sepsal J. M.Lifšic. Vždy proto existovala otázka, jak vlastně vznikl tento monumentální Kurz, o kterém se mezi fyziky říká, že jej „Lifšic nevymyslel a Landau nenapsal“. V zájmu historické objektivity je zapotřebí doplnit málo známou skutečnost, že ke vzniku Kurzu významně přispělo i několik jiných (a mezi spoluautory neuvedených) fyziků, takže Landau s Lifšicem nejsou ani zdaleka jeho jedinými hlavními autory. Např. prvá verze Statistické fyziky, která dokonce vyšla historicky jako vůbec první svazek Kurzu v roce 1938, je s vysokou pravděpodobností též dílem geniálního teoretického fyzika Matveje Petroviče Bronštejna. Bronštejn byl krátce předtím zatčen stalinskou NKVD a po půlroce coby oběť „velkého teroru“ popraven. Proto jakákoliv zmínka o jeho autorství nemohla být tehdy uvedena. Později, kdy byl Kurz dále upravován a rozšiřován, již tato okolnost nebyla nikdy napravena. Otázky autorství a citace primárních zdrojů nejsou právě silnou stránkou tohoto jinak výjimečného a stále ceněného díla.